# 문성민
문성민(文聖民, 1986년 9월 14일~)은 대한민국의 전 배구 선수이다. 

## 선수 경력

### 초, 중, 고등학교
문성민은 부산 명륜초등학교 4학년 때부터 배구를 시작했다. 사실 그는 부산 청룡초등학교 4학년에 다닐 때 높이 뛰기 선수로 활동하고 있었으나 당시 명륜초등학교 박판규 감독의 제의에 따라 명륜초등학교로 전학하여 배구부에 들어간 것이 배구 선수로서의 시작이다. 이후, 그는 부산동성중학교를 거쳐 부산동성고등학교를 다니게 되었고, 이 때부터 그의 강한 공격력 때문에 그는 공격만 전념하게 되어 서브 리시브에 대한 연습을 하지 않고 지내게 되었다.

### 경기대학교
문성민은 경기대학교에 입학하여 황동일, 신영석과 함께 경기대학교의 전성기를 이끌면서 하계대회, 전국체전, 최강전 등 3관왕을 이룬다. 그러나, 이듬해부터는 김요한, 유광우, 임시형, 최귀엽 등이 버티고 있는 인하대학교에 밀려 2인자에 머물러야 했다. 그는 2006년 월드리그를 시작으로 국가대표에 선발되었으며 그 해 열린 도하 아시안 게임에도 출전하여 준결승전인 카타르와의 경기에서 주포 신진식이 부진할 때 교체 투입되어 활약을 펼치며 결승에 진출하는 데 기여하였다. 중국과의 결승에서도 맹활약하며 금메달을 따는데 기여하고 병역혜택도 받았다. 이후 그는 2007년과 2008년 월드리그에도 국가 대표로 뽑히며 출전하였고, 4학년 때에는 무실 30세트 등 경기대의 전성 시대를 이끌며 그 해 경기대를 4관왕에 올려놓는다.
그는 대학생으로서 국가대표 경력과 강한 공격력을 자랑하고 있었고, 2008년 월드리그에 출전하여 대표팀이 1승 11패라는 초라한 성적을 기록함에도 불구하고 예선 리그에서 서브 1위를 기록하였을 뿐만 아니라 대표팀 주공격수로 활약하였다. 이 때문에 NH농협 2007~2008 V-리그가 끝난 후 2008~2009 시즌 신인 드래프트에서 수원 KEPCO45의 지명을 받을 것이 확실하였고, 실제로 그는 수원 KEPCO45의 지명을 받았다.

#### 대표 소집 파동
도하 아시안 게임 우승 이후 그는 대학 리그와 국가대표팀 일정을 쉬지 않고 소화하면서 팔꿈치 통증을 안게 되었다. 그는 김요한과 함께 2007년 7월 16일 입소하여 기초 군사 훈련을 받고 병역 의무를 해결하고자 했으나 대한 배구 협회는 두 선수가 빠질 경우 아시아 최강전과 유니버시아드 대회에 출전하는 대표팀 전력에 막대한 차질이 빚어진다는 것을 이유로 입영 연기를 설득하였다. 하지만 김요한 선수는 허락없이 태릉선수촌을 무단 이탈하였고, 그 또한 재활을 이유로 소집을 거부하였다. 이에 대한 배구 협회에서는 대표팀 소집에 불응했다는 이유로, 김요한에게는 대한 배구 협회가 주관하는 국내 대회 출전 정지 1년을, 그에게는 6개월 근신 처분을 내렸으나, 배구계 안팎에서는 부상 중인 선수를 무리하게 출전 강행한다는 비난이 일어났다.

#### 독일 진출
2008년 여름에 문성민에게 아무도 예상하지 못한 제안이 들어오게 되었다. 그것은 스위스 국경과 인접한 독일 바덴뷔르템베르크주의 휴양 도시인 프리드리히스하펜을 연고로 하는 1부 리그 팀인 VfB 프리드리히스하펜 클럽에서의 입단 제의였다. 세계적인 변속기 제조 업체인 ZF사가 모기업인 VfB 프리드리히스하펜은 분데스리가에서 9번이나 우승을 차지한 구단으로서 2007~2008 시즌에는 유럽 챔피언컵에서 정상에 올랐던 팀이다.
그 전에도 그는 그리스, 러시아, 폴란드 등 배구 강국의 클럽에서 입단 제의가 들어왔는데, 모두 선수 구성을 마치고 영입을 종료한 상태라 문성민의 해외 진출이 힘들 것으로 보였다. 하지만 독일 대표팀 감독이자 프리드리히스하펜의 감독인 스텔리안 모쿠레스쿠 감독이 그의 가능성을 높게 사서, 관심을 보이고 있다는 에이전트의 말에 따라 그와 그의 가족, 소속 학교인 경기대학교의 이경석 감독이 적극적으로 해외 진출을 추진하게 된다. 사실 당시 독일과 대한민국은 거의 비슷한 수준이었기 때문에 문성민이 빅 리그가 있는 이탈리아와 가까운 독일을 택할 수 있었던 것이다. 그리고 그는 그 해 7월 30일에 프리드리히스하펜 클럽과 연봉 1억 5천만원, 계약 기간 2년으로 가계약을 맺게 된다.
하지만 대한배구협회 관계자들은 문성민이 경기대학교 4학년이기 때문에 신인 드래프트에 의무적으로 참가해야 하는 점과, 2년 계약에 1억 5천만원의 연봉을 받으며 혹시라도 국내에 복귀할 경우 5년간 돌아올 수 없는 위험을 무릅쓰고 굳이 해외로 진출해야 하는가를 걱정하였다. 다시 말하면 신인 드래프트에 참가하여 구단의 지명을 받고 입단해야 함에도 신인 드래프트에 참가하지 않거나 참가하더라도 지명을 거부할 경우 5년간 국내에서 선수 활동을 할 수 없는 한국 배구 연맹 규정이 있다는 것과, 다른 프로 스포츠 선수들이 해외에 진출하여 5년 이상 활동하지 못하는 사례가 많았기 때문에 관계자들이 의문을 제기하였던 것이다. 항간에는 그의 해외 진출에 대해 드래프트를 피하거나 몸값을 올리기 위한 수단이 아닌가 하는 의혹이 제기되기도 했으며, 만일 계약서에 명시된 연봉을 받더라도 에이전트 수수료 및 세금 등으로 실수령액이 적어질 가능성이 높음에도 왜 계약을 했는지에 대한 의문이 제기되기도 했다.
그러나 문성민은 해외 진출 의지를 굽히지 않았고, 경기대학교 총장과 면담한 후 휴학계를 제출하였다. 그리고 가계약과 동일한 조건의 본 계약서가 통보된 후 그는 거취 문제를 매듭지었다. 그는 경기대학교로부터 "돌아올 경우 경기대학교로 돌아와야 한다"는 조건으로 해외 진출 허락을 받게 되었고, 그는 2년 계약으로 계약서에 사인하였다. 당시 그의 이적을 담당하는 에이전트 이카루스스포츠 방호석 팀장의 말에 의하면 "그의 의지가 강했다. 대한민국에서 뛰기 싫다는 것이 아니라, 유럽에서 더 큰 무대를 경험하고 싶은 생각이 더 컸다. 프리드리히스하펜 모쿠레스쿠 감독이 그를 위해 자리를 비워 두었을 정도였다. 가능성을 높게 봤고 더 나은 선수로 키우겠다고 했다"는 것이다. 하지만 당시 그의 지명권을 확보하는 조건으로 준 프로로 합류한데다 그가 없을 경우 경쟁력을 갖추기 어려운 한국전력의 상황을 고려할 때 배구계에 미치는 파장이 커서 민감한 사안이 될 수밖에 없었다. 이로 인해 이적 동의서 발급 여부에 많은 초점이 모아졌다.
경기대학교가 동의하였음에도 불구하고 대한 배구 협회가 8월 26일에 그에게 이적 동의서를 발급하는 문제를 논의할 방침이었으나 정족수 미달이라는 이유를 들어 9월 2일로 연기하게 되었는데, 협회 내부에서는 그가 한국전력에 입단하는 것을 피하기 위해 4학년 2학기에 휴학계를 내는 편법을 사용하여 드래프트를 피한다면 향후 유사한 사례의 재발을 막을 수 없다는 부정적 의견도 있기 때문에 결정이 연기된 것으로 알려졌다. 하지만 그는 프리드리히스하펜 입단을 확정짓고 "돈과 상관없이 이탈리아 진출을 위해 독일행을 결심했으니 어떤 불이익도 감수하겠다"고 입장을 나타냈다. 하지만 1라운드 1순위 지명권을 행사하게 되는 한국전력은 그가 해외에 가더라도 그를 드래프트에서 지명하겠다고 말했고, 문성민 선수도 "제일 고마운 사람은 경기대학교 총장님이며, 제일 미안한 사람은 공정배 한국전력 감독님이다"라고 말했다. 그리고 그는 8월 27일 분데스리가 진출 기자 회견에서 ZF사 마크와 함께 등번호 5번이 찍힌 유니폼을 입어 보이며 기자회견을 가졌다.
마침내 대한 배구 협회는 9월 2일에 상무이사회를 개최하여 이적 동의서 발급을 결정하였다. 당시 대한 배구 협회는 "문성민 선수의 해외 진출이 V-리그 등 국내 배구 발전에 미칠 영향 등을 고려하여 수차례 KOVO와의 만남을 통하여 그의 이적과 관련한 의견을 교환하는 등 국제 이적 동의서 발급을 심사숙고한 끝에 이적에 동의키로 최종 의견을 모았다"고 입장을 밝혔으며, 덧붙여 이적 조건으로 그가 국가대표팀 소집에 응해야 한다는 것을 내걸었다. 이로써 그는 과거 독일에 진출했던 이희완 전 GS칼텍스 감독과 이성희 대전 KGC인삼공사 감독에 이어 3번째로 독일에 진출하는 선수가 되었다.

### 해외 프로팀

#### 프리드릭스하펜 시절
우여곡절 끝에 이적동의서 발급이 결정되자 문성민은 2008년 9월 4일 독일로 출국하여 프리드릭스하펜에 합류하였다. 그는 독일어는 물론 영어도 자유롭게 말하지 못하였기 때문에 소속팀 모쿠레스쿠 감독이 몸동작으로 시범을 보일 정도로 어려움을 겪으며 2008년 10월 2일 2008~2009 분데스리가 개막전인 VC 올림피아 베를린 전부터 출전하기 위해 준비하였다. 독일 분데스리가는 해마다 10월에 시작하여 다음 해 3월 말까지 정규 시즌을 치르고, 4월부터 5월까지 플레이오프를 거쳐 시즌 우승 팀을 가리는 배구 리그이다. 그의 경기는 대한민국 배구팬에게는 또 하나의 볼거리가 되었고, 그의 활약상은 관심의 대상이 되면서 당시 스포츠 전문 채널인 KBS N sports에서 플레이오프를 제외한 문성민이 출전하는 10 경기를 중계하였다.
첫 경기에서 선발 출전하여 서브 에이스 2개를 포함하여 7점을 득점하였는데, 그는 1세트에서 부진했지만 3세트에서 연속 세 개의 디그를 성공시키고 곧바로 백어택을 하는 활약으로 경기가 끝난 후 현지 언론으로부터 플래시 세례를 받을 정도로 집중 조명을 받았다. 두 번째 경기에서도 7점을 기록하였고, 세 번째 경기인 SCC 베를린과의 경기에서는 15점을 기록하며 첫 두자리 수 득점을 올렸다. 다음 경기인 뫼르저 SC와의 경기에서 팀은 풀세트 접전 끝에 졌지만 그는 개인 최다인 20득점을 올리는 맹활약을 펼쳤다. 5차전인 게네랄리 하힝 전에서도 팀내에서 두 번째로 많은 15득점을 올리며 활약을 펼쳤다. 이러한 활약으로 그는 독일 올스타에도 선발되는 기쁨도 누렸다.
하지만 이후 언어 소통 문제와 현지 적응에 애를 먹게 되었고, 팀 플레이가 강조되면서부터 기회가 좀처럼 주어지지 않게 되었다. 이후 한동안 벤치를 지키거나, 원포인트 서버로 출장하기도 했다. 전반기를 마치고 인터뷰에서 이렇게 말하였다.
| “ | 아시안 컵 때문에 늦게 합류한 뒤 곧바로 리그에 들어갔고, 그로 인해 훈련량도 적었다. 단체훈련이라는 배구의 특성상 언어가 안통하니까 힘든 것이 사실이었다. 독일의 빠른 스타일을 적응하기 위해선 스탭을 고쳐야 하는데 폼을 바꾸려고 하다보니 어려움이 많았다. | ” |

이후 그는 언어 소통을 위해 독일인으로부터 영어를 배우기 시작했다. 그 당시 대한민국 언론에서는 이대로 수원 KEPCO45로 복귀하는 것이 아닌가 하는 보도가 나오기도 했다. 그는 2009년 2월 23일 VC라이프치히와의 경기에서 무득점을 기록하기도 했지만, 동료 선수 루카스 디비스의 부상으로 점차 경기 출장 횟수를 늘렸고, SG에센바흐 엘트만과의 홈경기에 선발 출전해 팀 내 두 번째로 많은 10득점을 기록하면서 살아나기 시작했는데, 이 때부터 그는 레프트 포지션으로 자리를 잡게 되었다.
정규시즌이 끝난 뒤, 문성민은 EnBW 로젠부르크와의 8강 플레이오프 1차전에서 13득점, 2차전에서 9득점하며 4강 플레이오프에 진출하는 데 기여하였다. 4강 플레이오프 SCC베를린과의 경기 1차전에서 무려 21점(서브 에이스 3점)을 기록하였고, 2차전에서는 10점을 기록(프리드릭스하펜은 0-3으로 패배)하며 주춤했지만, 3차전에서 팀내 최다 득점인 16점을 기록하며 결승 진출의 일등 공신이 되었다. 챔피언결정전에서 만난 게네랄리 하힝과의 1차전에서 14득점(서브 에이스 1개, 블로킹 2개), 2차전 6득점(블로킹 1점), 3차전 10득점, 4차전에서 16득점(서브 에이스 2개, 블로킹 3개)을 기록하며 동료인 게오르그 그로저와 함께 팀의 리그 5연패에 기여하였다.
문성민의 빼어난 활약으로 소속팀 프리드릭스하펜은 재계약을 제안하였다. 본래 2년 계약을 했으나, 플레이오프와 챔피언결정전에서의 활약으로 한 시즌 더 뛰어 달라는 제안을 받은 것이었다. 거기다가 그리스, 이탈리아, 터키 리그의 많은 상위권 팀으로부터 스카웃 제안을 받게 되었다. 문성민의 에이전트인 이카루스의 진정완 대표는 "국내 복귀, 혹은 이적등 모든 가능성을 열어두고 있다. 한국에 돌아오면 가족과 상의할 것"이라고 말했다.
프리드릭스하펜 시절의 대표적인 동료로는 2015-2016 시즌을 앞두고 삼성화재에 입단한 헝가리계 독일 국가대표 출신의 죄르지 그로처가 있다.

#### 할크방크 시절
이른바 M 프로젝트라는 계획으로 그를 신인 드래프트에서 지명한 한국전력의 적극적인 구애에도 불구하고 문성민은 이탈리아 리그로 진출하기 위해 유럽에 남겠다는 뜻을 밝혔고, 이후 그는 소속 팀 잔류냐, 폴란드 혹은 터키 리그로의 이적이냐를 놓고 고민하였으나, 2009년 5월 29일 터키 리그 할크방크로 계약 기간 1년, 연봉 19만 유로, 옵션 6만 유로로 총액 25만 유로를 받는 조건으로 이적하였다. 할크방크는 불가리아 대표팀 마르틴 스토에브 감독이 이끄는 팀으로 수도 앙카라를 연고지로 하는 팀이다. 처음에 할크방크에서는 2년 계약을 제안하였으나 그가 2009-2010 시즌이 끝난 다음 이탈리아 세리에 A 리그로 이적하기 위해 1년 계약을 원했기 때문에 1년 계약으로 입단한 것이다. 하지만 그는 그 동안 해왔던 라이트 포지션이 아닌 레프트 포지션을 소화하여야 하였고, 같은 포지션에서의 쟁쟁한 공격수와의 경쟁을 피할 수 없게 되었다. 그는 터키로 출국을 앞두고 열린 기자 회견에서 레프트로서 성공하겠다는 결의를 다졌다.
문성민은 2009년 10월 10일 터키 배구 리그 개막전인 딜리타스와의 원정 경기에서 라이트 공격수로 선발 출장하여 18점(블로킹 1개, 서브 에이스 1개)을 기록하며 팀의 시즌 첫 승리에 기여하였다. 시즌 세 번째 경기인 말리예 피양고와의 경기부터 레프트로 기용되기 시작하였다. 이후 2경기 연속 한 자리수 득점을 올리기도 했지만, 다음 경기인 베식타스와의 경기에서 18점을 기록하며 팀 승리에 기여하였다. 하지만 레프트 공격수로 출전하면서 불안한 서브 리시브로 고전하기도 했다. 2010년 1월 18일에 열린 아르카스 스포르와의 경기에서 12득점을 기록하며 시즌 200득점을 기록하였으나 팀은 완패하는 등, 그의 활약에도 불구하고 소속팀은 연패에 빠지기도 했다. 이후에도 그는 3경기 연속 두 자릿수 득점을 올리는 활약을 펼쳤다.
정규시즌을 5위로 마친 할크방크는 터키 리그 8강 플레이오프에서 아르카스와 맞붙게 되었고, 그는 플레이오프 2차전까지 연속 두 자릿수 득점을 기록하였다. 하지만 소속 팀 할크방크는 3차전에서 그가 27점이나 올리는 맹활약을 펼쳤음에도 불구하고 패하며 준결승 진출이 좌절되었다.
시즌이 끝난 후, 2년간의 해외 생활에 지쳐 측근들에게 국내 복귀 의지를 전하게 되는데, 이에 수원 KEPCO 45는 다시 그의 에이전트인 이카루스스포츠의 진정완 대표와 협상을 벌이게 되었다. 이 협상에서 수원 KEPCO 45는 연봉 1억 1천만원, 성적에 따른 수당 1억원 등 총액 2억 1천만원을 제시하였다. 만일 문성민이 국내에 복귀하여 수원 KEPCO 45의 유니폼을 입게 될 경우 당시 최고 연봉자인 최태웅을 넘는 대우를 받게 되었을 것이다. 그러나 과거 폴란드나 그리스 리그에서 제안한 금액에 비해 적은 이유로 입장 차이를 보이게 되었다. 당시 많은 프로 구단들이 그를 영입하기 위해 물밑 작업을 벌였는데, 특히 FA로 풀리게 되는 선수 가운데 센터진이 많은 천안 현대캐피탈 스카이워커스가 선수 2명과 그를 트레이드로써 영입하려 하였고 양 팀 사이에 합의가 이루어지기도 했지만, 지명권을 보유한 수원 KEPCO 45와의 입장 차이를 좁히지 못한 채 끝내 결렬되었고, 에이전트가 사고를 당하는 악재까지 겹치면서 원 소속팀 할크방크와 32만 유로에 재계약함으로써 터키 리그에 잔류하게 되었다.

### 대한민국 리그에 복귀하다
그러나 천안 현대캐피탈 스카이워커스가 FA 자격을 취득한 박철우와의 협상이 결렬되었고, 박철우가 대전 삼성화재 블루팡스로 이적하게 되면서 주포를 잃게 되었다. 이렇게 되자 천안 현대캐피탈 스카이워커스에서는 구단주의 특별 지시로 문성민을 영입하는 작업에 나섰다. 그러나 그에 대한 지명권을 가진 곳은 수원 KEPCO 45였고, 공기업의 특성상 한국전력이 문성민의 요구 조건을 수용할 수 없었기 때문에 수원 KEPCO 45와 계약한 후 트레이드하는 조건으로 영입하게 되었다.
천안 현대캐피탈 스카이워커스는 수원 KEPCO 45로부터 문성민을 영입하는 대신 센터 하경민과 레프트 임시형을 내주게 된다. 문성민과는 최고 20억원 수준의 5년 계약을 맺었으며, 만일 이탈리아 리그에서 영입 제의가 들어올 경우 2년간 임대하는 조건이 계약 내역에 포함되었다. 여기에 천안 현대캐피탈 스카이워커스는 삼성화재로부터 박철우의 FA 보상 선수로 세터 최태웅과 이형두까지 영입하였다.
그러나 외국으로 떠났다가 2년만에 돌아오면서 5년간 최대 20억을 받고 천안 현대캐피탈 스카이워커스에 입단하게 되자, 다른 신인 선수와의 형평성 문제 및 신인 드래프트 제도를 우롱한다는 지적이 일어났으며, 일부 구단은 문성민의 트레이드에 대해 강하게 반발하였고 이사회 소집을 요구하였다. 당시 한국배구연맹(KOVO) 김동준 제도개선팀장은 이런 비판이 제기되는 가운데 아래와 같이 말하였다.
이러한 가운데 2010 IBK 기업은행컵 수원 프로 배구 대회에 몇몇 구단들이 대회를 보이콧하겠다는 의사를 밝히면서 대회는 파행으로 갈 가능성이 높아졌으나, 그에 대한 징계 위원회를 열기로 약속하면서 일단락되었다.

#### 천안 현대캐피탈 스카이워커스
2010 IBK 기업은행컵 수원 프로 배구 대회가 끝난 후 징계위원회가 열렸고, 징계위원회가 개최된 지 열흘 만에 그에게 경고와 함께 1억 1천만원의 최고 벌금을 부과하게 되었다. 그러나 소속 구단인 천안 현대캐피탈 스카이워커스는 지나친 부과금 때문에 재심을 청구하고 여기서도 납득할 수준의 경감이 이루어지지 않으면 선수 보호를 위해 소송을 생각할 뜻을 밝혔고, 나머지 구단은 징계 수준이 약하다는 이유를 들어 반발하였다. 문성민이 드래프트에서 수원 KEPCO 45의 지명을 거부했다는 이유로 규정에 따라 5년간 선수 자격이 정지되어야 하나 벌금을 부과하는 것에 그쳤기 때문이다.
천안 현대캐피탈 스카이워커스가 재심을 신청함에 따라 한국 배구 연맹은 광저우 아시안 게임이 끝난 후 결과를 발표하게 되었는데, 벌금을 1억 1천만원에서 1천만원으로 낮추는 대신 2010-2011 시즌 1라운드 출장 정지 처분을 내렸다. 이에 따라 그는 1라운드 전 경기를 출전할 수 없게 되었고, 2010-2011 시즌 정규리그 및 챔피언결정전 MVP, 신인 선수상, 기록상 등을 받을 수 없게 되었다. 그가 징계를 받게 되어 1라운드에 출장할 수 없게 되자 천안 현대캐피탈 스카이워커스는 개막전 경기인 대전 삼성화재 블루팡스 및 인천 대한항공 점보스와의 경기를 패하며 2연패를 당하기도 하였다. 하지만 이후 경기를 내리 이기며 4승 2패의 성적을 거두며 1라운드를 마감하게 된다.
그 동안 그는 코트가 아닌 관중석에서 경기를 지켜 보며 "그간 시간이 안 가고 초조했다. 선수가 벤치가 아닌 관중석에서 경기를 본다는 게 좋지는 않지만 상대팀을 분석한다는 긍정적인 자세로 이겨냈다"고 회고하며 "어떤 보직이든 자신있다. 팀에 녹아들 수 있도록 최선을 다하겠다"고 다짐하였다. 2010년 12월 28일 그는 유관순체육관에서 우리캐피탈을 상대로 한국 프로 리그 데뷔전을 치르게 되었는데, 이 날 천안시에는 눈이 많이 내렸음에도 평일 평균 관중 수를 상회하는 2880명이 입장하여 그의 데뷔전을 지켜 보았다. 그는 이 날 데뷔전에서 그 동안의 공백에 대한 우려를 불식시키며 19득점(공격성공률 65%)을 기록하였다.
문성민은 동성고등학교 시절부터 수비를 거의 하지 않고 공격에 전념해왔기 때문에 상대 팀의 목적타 서브의 대상이 되어 고전하기도 했지만 이내 현대캐피탈의 주포로 자리잡았고, NH농협 2010~2011 V-리그 올스타전을 앞둔 최종 투표에서 3700여표를 득표하며 인천 대한항공 점보스 세터 한선수에 이어 최다 득표 2위를 차지하였다. 올스타전 이후 그는 2011년 2월 13일 대전 삼성화재 블루팡스와의 경기에서 생애 처음이자 그 시즌 대한민국 선수로는 처음으로 트리플크라운을 작성하여 팀의 승리에도 기여하였다. 그리고 3월 1일에 천안 유관순체육관에서 열린 대전 삼성화재 블루팡스와의 경기에서 다시 한 번 트리플크라운을 기록하였지만 한국 배구 연맹은 그의 두 번의 트리플 크라운에 대하여 시상하지 않아 많은 비판을 받게 되었다. 마침내 한국 배구 연맹은 두 번의 트리플크라운에 대한 시상과 함께 상금 200만원을 주게 되었고, 상벌위원회를 열어 신인상을 포함한 각종 수상 자격을 부여하였다. 이후 한국 배구 연맹은 "'누적 출전정지 경기수 3경기 이상 징계를 받은 선수는 당해 시즌 표창 선수 대상에서 제외한다"에서 "경기중 폭력행위나 파렴치한 행동에 대한 출전정지 징계를 받을 경우 수상 자격을 상실한다"로 표창 수상 제한 규정을 개정하였다. 그러나 그는 후배들을 위해 신인상을 받지 않겠다는 의사를 밝혔다.

## 은퇴
2024 - 2025 시즌 6라운드가 진행 중이던 2025년 3월 13일에 당 시즌을 끝으로 현역에서 은퇴하겠다고 정식 발표하였고, 일주일 후인 3월 20일 마지막 정규리그 홈 경기가 치러지던 날 경기 후 은퇴식이 진행되었다. 등번호 15번은 그 동안 팀에 공로한 바와 해외 리그에서 활약한 공이 인정되어 영구 결번으로 지정된다. 팀이 1위를 기록하여 챔피언결정전에 직행했기 때문에 챔피언결정전 엔트리에는 등록되지만, 출전은 하지 않을 것이라고 밝혔다.

## 개인사
2015년 4월에 배우 출신인 박진아와 결혼하여 슬하에 아들 시호와 리호를 두었다.

## 개인 기록

### 대한민국 V-리그기록
| 2010~2011 시즌               | \| 천안 현대캐피탈 스카이워커스 \| 24 - \| 79 - \| 358(650) - \| 22 - \| 36 - \| 416 - \| 55.08% - \| 95(124) - \| 7(39) - \| 20(73) - \| 116 - \| | \| 천안 현대캐피탈 스카이워커스 \| 24 - \| 79 - \| 358(650) - \| 22 - \| 36 - \| 416 - \| 55.08% - \| 95(124) - \| 7(39) - \| 20(73) - \| 116 - \| | \| 천안 현대캐피탈 스카이워커스 \| 24 - \| 79 - \| 358(650) - \| 22 - \| 36 - \| 416 - \| 55.08% - \| 95(124) - \| 7(39) - \| 20(73) - \| 116 - \| | \| 천안 현대캐피탈 스카이워커스 \| 24 - \| 79 - \| 358(650) - \| 22 - \| 36 - \| 416 - \| 55.08% - \| 95(124) - \| 7(39) - \| 20(73) - \| 116 - \| | \| 천안 현대캐피탈 스카이워커스 \| 24 - \| 79 - \| 358(650) - \| 22 - \| 36 - \| 416 - \| 55.08% - \| 95(124) - \| 7(39) - \| 20(73) - \| 116 - \| | \| 천안 현대캐피탈 스카이워커스 \| 24 - \| 79 - \| 358(650) - \| 22 - \| 36 - \| 416 - \| 55.08% - \| 95(124) - \| 7(39) - \| 20(73) - \| 116 - \| | \| 천안 현대캐피탈 스카이워커스 \| 24 - \| 79 - \| 358(650) - \| 22 - \| 36 - \| 416 - \| 55.08% - \| 95(124) - \| 7(39) - \| 20(73) - \| 116 - \| | \| 천안 현대캐피탈 스카이워커스 \| 24 - \| 79 - \| 358(650) - \| 22 - \| 36 - \| 416 - \| 55.08% - \| 95(124) - \| 7(39) - \| 20(73) - \| 116 - \| | \| 천안 현대캐피탈 스카이워커스 \| 24 - \| 79 - \| 358(650) - \| 22 - \| 36 - \| 416 - \| 55.08% - \| 95(124) - \| 7(39) - \| 20(73) - \| 116 - \| | \| 천안 현대캐피탈 스카이워커스 \| 24 - \| 79 - \| 358(650) - \| 22 - \| 36 - \| 416 - \| 55.08% - \| 95(124) - \| 7(39) - \| 20(73) - \| 116 - \| | \| 천안 현대캐피탈 스카이워커스 \| 24 - \| 79 - \| 358(650) - \| 22 - \| 36 - \| 416 - \| 55.08% - \| 95(124) - \| 7(39) - \| 20(73) - \| 116 - \| | \| 천안 현대캐피탈 스카이워커스 \| 24 - \| 79 - \| 358(650) - \| 22 - \| 36 - \| 416 - \| 55.08% - \| 95(124) - \| 7(39) - \| 20(73) - \| 116 - \| | 천안 현대캐피탈 스카이워커스 | 24 - | 79 - | 358(650) - | 22 - | 36 - | 416 - | 55.08% - | 95(124) - | 7(39) - | 20(73) - | 116 - |
| 통산합계                     | 24 | 79 | 358(610) | 22 | 36 | 416 | 55.08% | 95(124) | 7(39) | 20(73) | 116 | |                              |      |      |            |      |      |       |          |           |         |          |       |
| 천안 현대캐피탈 스카이워커스 | 24 - | 79 - | 358(650) - | 22 - | 36 - | 416 - | 55.08% - | 95(124) - | 7(39) - | 20(73) - | 116 - | |                              |      |      |            |      |      |       |          |           |         |          |       |

- 트리플 크라운

2011년 2월 13일: 백어택 10개, 서브 에이스 3개, 블로킹 3개 (상대팀: 대전 삼성화재 블루팡스, 장소: 대전 충무체육관)
2011년 3월 1일: 백어택 6개, 서브 에이스 3개, 블로킹 5개 (상대팀: 대전 삼성화재 블루팡스, 장소: 천안 유관순체육관)

## 수상 경력
- 2017년 NH농협 2016-2017 V-리그 정규리그 MVP
- 2017년 NH농협 2016-2017 V-리그 베스트7
- 2016년 NH농협 2015-2016 V-리그 정규리그 MVP
- 2015년 NH농협 2015-2016 V-리그 올스타온라인최다투표
- 2015년 NH농협 2015-2016 V-리그 올스타세레머니상
- 2015년 NH농협 2015-2016 V-리그 올스타 MVP
- 2013년 제5회 동아스포츠대상 프로배구 올해의 선수상
- 2013년 NH농협 2012-2013 V-리그 올스타 MVP
- 2012년 NH농협 2012-2013 V-리그 라운드 MVP 2
- 2010년 제16회 광저우 아시안게임 남자 배구 동메달
- 2005년 대한배구협회 최우수선수
- 2005년 대한배구협회 최우수선수
- 2005년 현대캐피탈배 전국대학배구 최우수선수

## 방송
- 2018년 KBS2 《슈퍼맨이 돌아왔다》
- 2019년 JTBC 《찰떡콤비》